# Arcadia (schip, 2005)
De Arcadia is een cruiseschip van P&O Cruises. Het schip werd gebouwd door Fincantieri op hun werf in Marghera, Italië. Met zijn 83.000 ton is de Arcadia het op twee na grootste van de acht schepen die momenteel in dienst zijn bij P&O Cruises. Het schip maakte officieel zijn intrede in dienst bij het bedrijf in april 2005 en werd genoemd door Dame Kelly Holmes.

## Geschiedenis

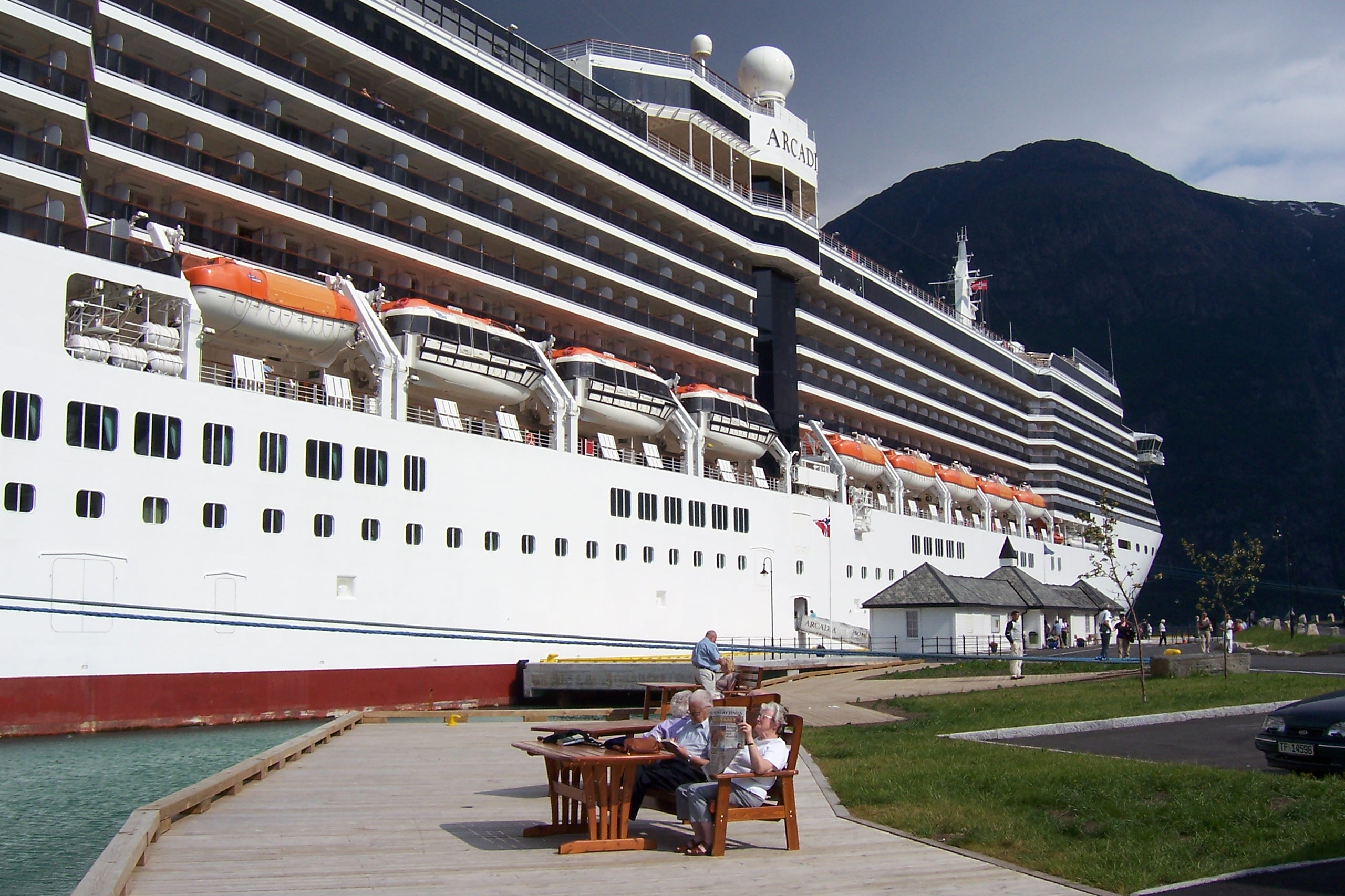
De MS Arcadia in Eijford

De Arcadia werd besteld door de Holland-Amerika Lijn in 2000 als vijfde Vista-klassecruiseschip. In 2003 werd het schip toegewezen aan de Brits-Amerikaanse rederij Cunard om hun nieuwe schip de Queen Victoria te worden. Kort voor de lancering werd besloten het schip over te dragen aan P&O Cruises.

### Renovaties in Lloyd Werft
De MS Arcadia onderging een renovatie bij Lloyd Werft Bremerhaven in Duitsland tussen 26 november tot 20 december 2008. Hierbij werd de achtersteven grondig gerenoveerd en werden 34 hutten toegevoegd. Tijdens de renovatie was de Cyb@Study omgebouwd tot een bioscoop, The Screening Room, met zitplaatsen voor ongeveer 30 toeschouwers. De computers in de Cyb@Study werden verplaatst naar de Horizon Lounge en de bibliotheek. Verschillende openbare ruimten werden gerenoveerd, met inbegrip van de Aquariusbar, die groter gemaakt werd.